# Satraparchis aurinaria
Satraparchis aurinaria är en fjärilsart som beskrevs av Achille Guenée 1857. Satraparchis aurinaria ingår i släktet Satraparchis och familjen mätare. Inga underarter finns listade.